# Clara Ingram Judson
Clara Ingram Judson, född 4 maj 1879 i Logansport, Indiana, död 24 maj 1960 i Evanston, Illinois, var en amerikansk barnboksförfattare som skrev över 70 böcker för barn, däribland en klassisk serie om Mary Jane med början 1918. När Judson fick ett eget radioprogram om heminredning år 1928, blev hon samtidigt en av de första kvinnliga programledarna i radions historia. Strax före sin död tilldelades hon Laura Ingalls Wilder Medal.